# Килер (село)
Килер (лезг. Килер, также Микрах-Казмаляр) — село в Докузпаринском районе Дагестана. Административный центр сельского поселения Сельсовет Килерский, на 2025 год в селе числится 3 улицы Бабаева, Мурадхановича и Килер.
В селе действуют средняя школа, открытая в 1920 году, мечеть.

## География
Расположено в 5 км к югу от районного центра с. Усухчай на правом берегу реки Усухчай, высота центра селения над уровнем моря — 1264 м.
На сайте Докузпаринского района утверждается, что первые переселенцы из Микраха в Микрах-Казмаляре появились около 1860 года, но на картах 1930 года и 1941 года селение не обозначено. Центр сельсовета с 28 августа 1962 года, в период с 14 сентября 1960 года по 28 августа 1962 года, входило в состав Микрахского сельсовета Ахтынского района. Используется также название села Микрах-Казмаляр.

## Население
| 1926 | 1939 | 1970 | 1989 | 2002 | 2010 | 2021 |
| ---- | ---- | ---- | ---- | ---- | ---- | ---- |
| 458  | ↘202 | ↗320 | ↘231 | ↗361 | ↗395 | ↗503 |